# 荻原満
荻原 満（おぎわら みつる、1965年12月19日 - ）は、宮城県仙台市出身の元プロ野球選手（投手）。左投左打。

## 来歴・人物
仙台商業高時代はエースで6番を打ち、1983年夏の甲子園に出場した。3回戦に進むが宇部商業高の秋村謙宏に完封負けを喫する。
高校卒業後は、東海大学へ進学し硬式野球部に入部。佐藤真一と同期であった。首都大学野球リーグでは在学中3回優勝。1985年秋季リーグでは最高殊勲選手、最優秀投手となる。リーグ通算48試合登板、28勝5敗、防御率1.61、ベストナイン2回受賞。
1987年春に左肘を手術したこともあり、同年オフにドラフト外で読売ジャイアンツに入団。
1988年は1A・マイアミ・マーリンズに野球留学した。1992年に初登板を果たすが、結果を残せず同年限りで現役を引退した。
引退後には打撃投手となり、2004年から一軍サブマネージャー。2006年には大学の先輩である原辰徳監督の復帰に伴って監督付広報に就任する。
2023年から東北工業大学のコーチに就任。
妻は元水泳選手・長崎宏子の姉。

## 詳細情報

### 年度別投手成績
| 年 度     | 球 団     | 登 板 | 先 発 | 完 投 | 完 封 | 無 四 球 | 勝 利 | 敗 戦 | セ 丨 ブ | ホ 丨 ル ド | 勝 率 | 打 者 | 投 球 回 | 被 安 打 | 被 本 塁 打 | 与 四 球 | 敬 遠 | 与 死 球 | 奪 三 振 | 暴 投 | ボ 丨 ク | 失 点 | 自 責 点 | 防 御 率 | W H I P |
| --------- | --------- | ----- | ----- | ----- | ----- | -------- | ----- | ----- | -------- | ----------- | ----- | ----- | -------- | -------- | ----------- | -------- | ----- | -------- | -------- | ----- | -------- | ----- | -------- | -------- | ------- |
| 1992      | 巨人      | 2     | 0     | 0     | 0     | 0        | 0     | 0     | 0        | --          | ----  | 12    | 2.0      | 5        | 0           | 0        | 0     | 0        | 2        | 1     | 0        | 3     | 2        | 9.00     | 2.50    |
| 通算：1年 | 通算：1年 | 2     | 0     | 0     | 0     | 0        | 0     | 0     | 0        | --          | ----  | 12    | 2.0      | 5        | 0           | 0        | 0     | 0        | 2        | 1     | 0        | 3     | 2        | 9.00     | 2.50    |

### 記録
- 初登板：1992年8月1日、対広島東洋カープ15回戦（広島市民球場）、8回裏に2番手で救援登板・完了、1回1失点
- 初奪三振：同上、8回裏に山田和利から

### 背番号
- 53 （1988年 - 1992年）
- 120 （1993年 - 2003年）